# Omnicom
Omnicom Group, Inc. ist ein US-amerikanisches Unternehmen mit Sitz in New York City. Das Unternehmen ist im Aktienindex S&P 500 und an der New Yorker Börse gelistet. Omnicom zählt zu den global führenden Unternehmen für Unternehmenskommunikation bzw. Public Relations, Werbung und Marketing.
Omnicom entstand 1986 aus der Fusion der Unternehmen DDB Needham und BBDO. 1993 erwarb Omnicom das Unternehmen TBWA Worldwide. Heute gehören zu Omnicom weltweit eine große Anzahl von Werbe-, Marketing- und Kommunikationsdienstleistern.
2013 kündigte das Unternehmen an, mit dem französischen Unternehmen Publicis fusionieren zu wollen. Durch den Zusammenschluss wäre der weltweit führende Werbe-, PR- und Marketingkonzern entstanden. Das Vorhaben wurde jedoch im Mai 2014 abgesagt.
Zu den größten Hauptkonkurrenten gehören WPP, Publicis, IPG sowie Havas und Dentsū.

## Tochterunternehmen

### Werbung und Marketing
- BBDO Worldwide (Hauptsitz in New York und Niederlassungen in 79 Ländern)
  - Interone
  - Proximity Worldwide
- DDB Worldwide (Hauptsitz in New York und Niederlassungen in 83 Ländern)
  - Tribal DDB Worldwide
  - Goodby Silverstein & Partners
  - kapacht GmbH
  - SALT WORKS
  - Voltage Worldwide
- TBWA Worldwide
  - TEQUILA
  - The Integer Group
- GSD&M
- TLGG
  - TLGG Consulting (Berlin und New York)
- Martin/Williams
- Merkley & Partners
- Omnicom Media Group
  - OMD
  - PHD
  - Hearts & Science
  - OMG Fuse
  - bynd
  - TRKKN
  - annalect
  - areasolutions
- TracyLocke
- Total Advertising
- Arnell Group
- Zimmerman Advertising

### Public Relations
- Brodeur Worldwide
- Ketchum
- CONE
- Fleishman-Hillard
- Porter Novelli International, ein internationales PR-Agenturen-Netzwerk. Das Unternehmen hat seinen Ursprung 1972 in Washington, D.C. In den rund 100 Büros in 60 Ländern beschäftigt Porter Novelli über 2.400 Mitarbeiter und gehört somit weltweit zu den Top 5 der PR-Industrie. Neben den eigenen Büros arbeitet das Netzwerk stets mit renommierten Werbeagenturen in den einzelnen Ländern zusammen.[4]

### Outsourcing-Services
- Agency.com
- Alcone Marketing Group
- AtmosphereBBDO
- Direct Partners
- GMR Marketing
- Grizzard Communications Group
- Integer Group
- Javelin Direct
- LLKFB
- Organic
- RAPP Worldwide
- Russ Reid Co.
- Targetbase
- U.S. Marketing & Promotions

### Spezialisierungen
- Bernard Hodes Group
- Changing Our World, Inc.
- Cline Davis & Mann
- Corbett Accel Healthcare Group
- CPM United Kingdom Ltd
- Cosine Group
- Critical Mass Inc.
- Dieste, Harmel & Partners
- Doremus & Co.
- Eden Communications Group
- Harrison & Star Business Group
- Interbrand
- Ketchum Directory Advertising
- KPR
- Lyons Lavey Nickel Swift
- Recruitment Enhancement Services
- Seragini Brand Design
- Millsport
- Davie-Brown Entertainment
- ipsh!
- The Marketing Arm
- Hall & Partners
- Wolff Olins
- Smart Digital GmbH
- OSK - Oliver Schrott Kommunikation

### Marktforschung
- M/A/R/C Research

## Kritik
Die Kampagnengruppe Clean Creatives hat die Verträge von Omnicom ausgewertet und die Ergebnisse in der aktuellen F-List (2023/2024) publiziert. Als Muttergesellschaft (Holding Company Agency), die mehrere kleinere Werbeagenturen besitzt, werden hier 74 Verträge mit Unternehmen aus der fossilen Brennstoffindustrie aufgezählt. Omnicon steht in der F-Liste für rund ein Viertel (24,8 %) aller untersuchten Verträge. Über Tochteragenturen wie BBDO werden Kunden wie ExxonMobil, Chevron, Shell und TotalEnergies aufgeführt.